# 萩原清子
萩原 清子（はぎわら きよこ）は、元関東学院大学文学部の教授。社会福祉学を専攻。

## 来歴
- 学習院大学文学部フランス文学科卒業。
- 明治学院大学大学院社会学研究科社会福祉学専攻修士課程修了。学位は社会学修士。
- 社会保障研究所、長野大学産業社会学部教授を経て、1997年（平成9年）3月より、関東学院大学文学部教授、同大学大学院教授。
- 2011年（平成23年）3月定年退職。
- 1988年　東京都立大学　工学博士　論文の題は「水資源の利用に対する費用負担 」[1][2]。

## 著書・出版物
- 『在宅介護と高齢者福祉のゆくえ』白桃書房（2000年）